# Stade de Hué
Le stade de Hué (en vietnamien: Sân vận động Tự Do) est un ouvrage sportif de plein air construit à Hué par les Français en 1930-1932, disposant d'une capacité de 25 000 spectateurs.
Sa longueur est de 3 000 mètres. C'est le stade du club de football du Huda Hue F.C..

## Histoire
Il est initialement appelé « stade olympique de Hué ». À l'époque de l'État du Viêt Nam, il se voit rebaptisé « stade Bảo Long », en l'honneur de l'héritier de Bao Dai. Depuis 1975, date de l'unification du Viêt Nam par le Viêt Minh, il s'appelle « stade de l'indépendance ».